# Berichtssystem Weiterbildung
Das Berichtssystem Weiterbildung war ein Instrument zur kontinuierlichen Beobachtung des Weiterbildungsgeschehens in Deutschland". Die Berichte wurden alle drei Jahre im Auftrag des Bundesministerium für Bildung und Forschung von TNS Infratest Sozialforschung in Kooperation mit dem IES Hannover (einem An-Institut der Gottfried Wilhelm Leibniz Universität Hannover) sowie mit Helmut Kuwan - Sozialwissenschaftliche Forschung und Beratung München erstellt.
Der erste Bericht erschien 1979, der letzte 2006. 2007 wurde der Bericht auf das europäische Berichtskonzept des Adult Education Survey (AES) umgestellt, zuerst auf freiwilliger Basis in Europa, inzwischen als Bestandteil des Systems der Europäischen Statistik. Der nächste Bericht in Deutschland war die Trendbeobachtung AES 2010 unter dem Titel Weiterbildungsverhalten in Deutschland. AES 2010 Trendbericht. Alle Mitgliedsländer der Europäischen Union mussten von Mitte 2011 bis 2012 eine neue Erhebung durchführen. Für Deutschland wurde der letzte Bericht 2012 veröffentlicht.